# Cereus albicaulis
Cereus albicaulis es una especie de planta suculenta perteneciente al género Cereus, dentro de la familia Cactaceae. Es endémica del noreste de Brasil.

## Descripción

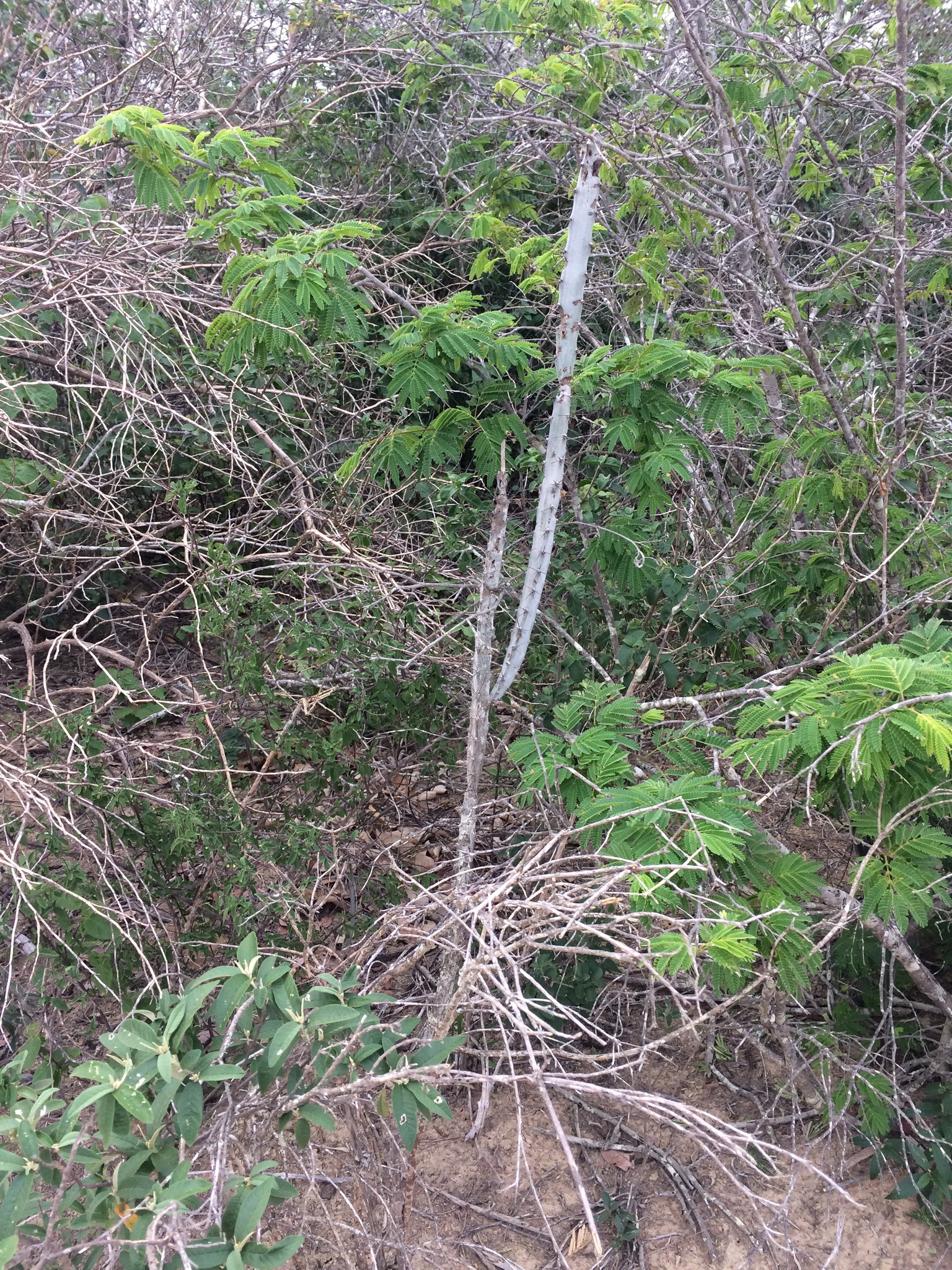
Apariencia del tallo

Cereus albicaulis es una especie de cactus arbustivo que está ligeramente ramificado, llegando a medir 1 m de altura o menos. Aunque inicialmente sus tallos son erguidos, conforme van creciendo se van volviendo colgantes y trepadores. Son cuadrados, alargados, de color blanco azulado y tienen un diámetro de 1 a 3 cm.
Presentan 4 costillas con bordes afilados y ligeramente onduladas, donde se asientan pequeñas areolas de color marrón. Estas tienen de 3 a 5 espinas desiguales en forma de agujas, son de color marrón, están hinchadas en la base y miden hasta 2 cm de largo.
Las flores surgen de las areolas, tienen forma de embudo y son de color blanco. Los frutos, de color violeta grisáceo, son alargados y algo angulosos.

## Distribución y hábitat
El área de distribución nativa de esta especie es el noreste de Brasil (hasta el norte de Minas Gerais) y crece principalmente en el bioma tropical estacionalmente seco.

## Taxonomía
La primera descripción de esta especie fue como Acanthocereus albicaulis, publicada en 1920 por los botánicos estadounidenses Nathaniel Lord Britton y Joseph Nelson Rose en el libro The Cactaceae; descriptions and illustrations of plants of the cactus family 2:125.
Más tarde, el botánico alemán Philipp von Luetzelburg trasladó la especie al género Cereus, por lo que pasó a llamarse Cereus albicaulis. Registró estos cambios en el libro Estudo Botanico Nordéste 3:111, publicado en 1926.
Etimología
- Cereus: nombre genérico que deriva del término latíno cereus (que se traduce como 'vela' o 'cirio'), haciendo alusión a su forma alargada perfectamente recta.[6]
- albicaulis: epíteto específico que deriva de las palabras latinas albus (que significa ‘blanco’) y caulis (que significa ‘tallo’), haciendo referencia al color blanquecino de los tallos de la especie.[7]

### Subespecies
Actualmente se distinguen dos subespecies:
| Imagen | Subespecie                                                | Descripción                                            | Distribución                                       |
| ------ | --------------------------------------------------------- | ------------------------------------------------------ | -------------------------------------------------- |
|        | Cereus albicaulis subsp. albicaulis                       | Mide hasta 1 m de altura y presenta 4 costillas.       | Noreste de Brasil (hasta el norte de Minas Gerais) |
|        | Cereus albicaulis subsp. estevesii (P.J.Braun) N.P.Taylor | Mide hasta 2,8 m de altura y presenta 5 o 6 costillas. | Brasil (Minas Gerais)                              |

Sinonimia
- Sinónimos de Cereus albicaulis subsp. albicaulis: (no tiene)
- Sinónimos de Cereus albicaulis subsp. estevesii:
  - Cereus estevesii P.J.Braun (2004)
  - Mirabella estevesii (P.J.Braun) Guiggi (2020)
  - Monvillea estevesii (P.J.Braun) Lodé (2013)

## Estado de conservación
En la Lista Roja de Especies Amenazadas de la UICN, la especie está clasificada como “Preocupación Menor (LC)”.

## Usos
Se cultiva principalmente como planta ornamental y su propagación se realiza a través de esquejes o semillas.